# Jetske Bilker
Jetske Bilker (1960) is een Nederlandse schrijfster, die in het Fries publiceert. Ze is daarnaast literair recensente en vertaalde verschillende jeugdboeken en romans in het Fries.

## Achtergrond
Jetske Bilker werd op 16 april 1960 geboren in Sexbierum, waar haar vader hoofd van de christelijke lagere school was. De familie verhuisde in 1966 naar Deventer, Bilker volgde na de Havo op de Revius Scholengemeenschap in Deventer de Pedagogische Academie in Almelo. In 1982 verhuisde ze naar Leeuwarden, waar ze een onderwijsbevoegdheid Fries behaalde. In 1990 ging ze in Groningen wonen, waar ze sinds 1986 Algemene Literatuurwetenschap aan de Rijksuniversiteit Groningen studeerde.  
Na haar afstuderen in 1992 werkte Bilker onder meer bij de universiteit bij het Fries Instituut en bij het Nederlands Letterkundig Museum en Documentatiecentrum (nu: Letterkundig Museum) in Den Haag. Ze woonde daarna in Zwolle, Achlum en nu in Leeuwarden.
Bilker zat in de redactie van de Friese literaire tijdschriften Trotwaer 1989-1995) en Farsk (2003-2006) en recenseerde Fries proza voor Omrop Fryslân (1995-1997) en de Leeuwarder Courant (2006-2011).
Ze werkte elf jaar als docente Fries en Nederlands op een middelbare school in Leeuwarden. Tussen 2006 en 2020 koos ze voor het lezen, recenseren en schrijven van literatuur, hierna combineert ze het schrijverschap weer met lesgeven, nu in het basisonderwijs.

## Schrijfster
Als kind schreef Bilker al brieven en verhalen. Aanvankelijk deed ze dat in het Nederlands, maar in 1977 stapte ze over op het Fries. Haar activiteiten als auteur werden serieus nadat ze in 1986 naar aanleiding van een advertentie een schrijfopdracht aanvroeg bij de provincie Friesland. Zo ontstond haar debuut Imitaasjeleer (1988), een roman over een meisje dat zich los wil maken van het ouderlijk huis en haar eigen plaats in de wereld zoekt. Imitaasjeleer werd in 1990 bekroond met de Fedde Schurerpriis, de provinciale onderscheiding voor debutanten. Bilkers tweede boek was de verhalenbundel In nacht fan hûs (1997). Hierin zijn elf korte verhalen opgenomen, die opvallen door ingenieuze plots en een effectief gebruik van symboliek, waarin in eigentijdse taal problemen van de moderne tijd (technologie, relaties, consumptief gedrag) worden beschreven. In 2004 schreef Bilker Oar plak, oare tiid, het Friese boekenweekgeschenk van dat jaar, in 2012 verscheen It libben fan in oar, een lijvige roman over een jonge biograaf, die zich in het leven van een operazangeres wil verdiepen.
"Voor schrijven heb ik tijd, rust en concentratie nodig." verklaarde Bilker in een interview in 2003. "Ik kruip helemaal in de huid van een bepaalde hoofdpersoon en dan vind ik het vreselijk lastig als ik steeds weer uit het verhaal moet stappen." In hetzelfde vraaggesprek zei ze over haar thematiek: "Ik beschrijf mijn eigen generatie, de zogenaamde 'verloren generatie'. Een deel van die generatie kon en kan slecht een baan vinden en een ander deel bestaat daarentegen uit yuppen."

## Vertaalster
Tussen 1995 en 2007 vertaalde Bilker een aantal delen uit de Nederlandstalige jeugdboekenserie De Kameleon van Hotze de Roos in het Fries. In 2007 verscheen Harry Potter en de stien fan 'e wizen, haar vertaling van Harry Potter and the Philosopher's Stone van J.K. Rowling, het eerste deel van de Harry Potter-cyclus. In 2018, 2019 en 2022 vertaalde ze het boekenweekgeschenk, geschreven door resp. Griet Op de Beeck, Jan Siebelink en Ilja Leonard Pfeijffer in het Fries.

## Werk

#### Romans en verhalen
- Imitaasjelear (1988) (roman)
- In nacht fan hûs (1997) (verhalenbundel)
- Koartwei (2000) (verhalenbundel, met anderen)
- Listen fan goaden en bisten (2001) (vijf fabels, met anderen)
- Oar plak, oare tiid (2004) (Fries boekenweekgeschenk) (in 2005 ook uitgebracht als  Andere plaats, andere tijd)
- It libben fan in oar (2012) (roman)
- Spegel en sonde (2021) (roman)

#### Vertalingen
- De Kameleon fernimt ûnrie (1995) (Hotze de Roos: De schippers van de Kameleon)
- Op reis mei de Kameleon (1995) (H. de Roos: Op reis met de Kameleon)
- Kameleon yn ’e brâning (1998) (H. de Roos: De Kameleon in de branding)
- Goede feart, Kameleon (1999) (H. de Roos: Goede vaart, Kameleon)
- De Kameleon stekt fan wâl (2004) (H. de Roos: De Kameleon steekt van wal)
- Harry Potter en de stien fan 'e wizen (2007) (J.K. Rowling: Harry Potter and the Philosopher's Stone)
- De Kameleon fynt de skat (2007) (H. de Roos: De Kameleon vindt de schat)
- Tjitskes dagboek (2013) (Tjitske Eisenga-de Groot  dagboek van Fries naar Nederlands.
- De Spion (2016) (Paulo Coelho: A Espiã) met Jantsje Post
- Sa't it lân derhinne leit (2018) (Griet Op de Beeck: Gezien de feiten)
- Jas fan belofte (2019) (Jan Siebelink: Jas van belofte)
- Monterosso mon amour (2022) (Ilja Leonard Pfeijffer: Monterosso mon amour)

#### Ander werk
- De moaiste krystferhalen (1996) samengesteld (verzamelde kerstverhalen uit Friese literatuur)
- De 100 mooiste Friese gedichten (2006) (bloemlezing Friese poëzie, met Babs Gezelle Meerburg)
- Fan Duveldrek nei Hoarnestreek (2009) (streekverhalen uit Franekeradeel, met Neeltsje Bonnema en Mindert Wijnstra)
- Schrijvers op Streek (2013) verhalen in streektalen, redactie Jan Sleumer (met Herman Finkers, Johan Veenstra, Marga Kool en Melle Hijlkema)

#### Kinderboeken
- Sjouke en Kevin (2010)
- De rommelwike  (2014)

#### Prijzen
- Fedde Schurerpriis (1990) voor Imitaasjelear
- Rely Jorritsmapriis (2019) voor het gedicht Sleau mei lok
- Gysbert Japicxpriis (2023) voor de roman Spegel en sonde

- Digitale Bibliotheek voor de Nederlandse Letteren: bilk001
- Gemeinsame Normdatei: 141161035
- International Standard Name Identifier: 0000 0000 8028 5253
- Library of Congress Control Number: nb2010013821
- Nederlandse Thesaurus van Auteursnamen: 073662704
- Virtual International Authority File: 121663036
- WorldCat: E39PBJvCV9PCW7TRYvkqJ47fv3